# Sainte-Croix-de-Mareuil
Sainte-Croix-de-Mareuil è un comune francese di 140 abitanti situato nel dipartimento della Dordogna nella regione della Nuova Aquitania.

## Società

### Evoluzione demografica
Abitanti censiti